# Biserica de lemn „Sfântul Arhanghel Mihail” din Dîngeni
Biserica de lemn „Sf. Arhanghel Mihail” este o biserică amplasată în Dîngeni, raionul Ocnița, Republica Moldova. Este un monument arhitectural de importanță națională inclus în Registrul monumentelor Republicii Moldova ocrotite de stat cu nr. 1712 (raionul Ocnița). Datează din 1910.